# جغ جغ
جغ‌جغ (بالفارسية: جغ‌جغ) هي قرية تقع في قسم تشناران الريفي (مقاطعة تشناران) في إيران.